# Poyntonophrynus beiranus
Espèce
Synonymes
- Bufo taitanus beiranus Loveridge, 1932
- Bufo beiranus Loveridge, 1932

Statut de conservation UICN

 LC  : Préoccupation mineure
Poyntonophrynus beiranus est une espèce d'amphibiens de la famille des Bufonidae.

## Répartition
Cette espèce se rencontre jusqu'à 1 000 m d'altitude en deux populations distinctes :
- dans le sud-ouest de la Zambie ;
- dans le centre du Mozambique et le Sud du Malawi.

## Étymologie
Son nom d'espèce lui a été donné en référence au lieu de sa découverte, Beira.

## Publication originale
- Loveridge, 1932 : Eight new toads of the genus Bufo from East and Central Africa. Occasional Papers of the Boston Society of Natural History, vol. 8, p. 43-53 (texte intégral).